# Brisingenes plurispinula
Brisingenes plurispinula is een zeester uit de familie Brisingidae.
De wetenschappelijke naam van de soort werd in 1985 gepubliceerd door Aznam Aziz & Michel Jangoux.